# Kim Bildsøe Lassen
Kim Bildsøe Lassen (født 9. april 1963 i Gentofte) er en dansk journalist og studievært, der er ansat ved DR. 
Lassen er TV journalist og har bl.a. været ansat ved Månedsbladet Press, Ekstra Bladet, TV 2 Nyhederne og Dagbladet Information, som han var korrespondent for i Mellemøsten. En periode arbejdede han desuden for Danida. Siden 1998 har han været ansat i DR, først som redaktør i chefredaktionen, kort efter som redaktionschef med ansvar for udviklingsopgaver i DR Nyheder. Han har desuden været DR's korrespondent i USA, udlandschef på TV-Avisen og fra 2006 til 2007 vært på udenrigsmagasinet Horisont. Siden 2007 har han været studievært på TV Avisen.
I 1996 modtog han Special Journalism Award Palestine 
Kim Bildsøe Lassen blev i 2012 bestyrelsesformand for  The Scandinavian Golf Club i Farum.
Den 27. september 2016 meddelte Kim Bildsøe Lassen, at han den 1. december 2016 stopper på TV Avisen for at blive korrespondent for DR i London.
I forlængelse af dette arbejde udgav han i oktober 2020 bogen Briterne og brexit: En frontberetning med Divya Das som medforfatter.